# Gesang der Sibylle
Der Gesang der Sibylle (katalanisch El Cant de la Sibil·la) ist ein im iberischen Raum seit dem frühen Mittelalter bekannter Brauch. Alljährlich wird im Rahmen der Liturgie der Weihnachtsmesse das Lied der Sibylle vorgetragen. Durch eine Solostimme a cappella in katalanischer Sprache gesungen war es früher im gesamten iberischen Raum verbreitet; heute allerdings ist der traditionelle Gesang der Sibylle in der Weihnachtsnacht nur noch auf Mallorca und Sardinien zu hören. Der Gesang der Sibylle auf Mallorca wurde im Jahr 2010 in die Repräsentative Liste des immateriellen Kulturerbes der Menschheit der UNESCO aufgenommen.

## Geschichte der Texte
Der noch heute an einigen Orten in katalanischen Dialekten vorgetragene Gesang geht auf lateinische Manuskripte aus Klosterbibliotheken des 10. Jahrhunderts zurück. Diese Texte entstanden ihrerseits aus Voraussagen, von denen man im Mittelalter annahm, dass sie von antiken vorchristlichen Seherinnen stammten. So geht die erste Strophe des Gesangs der Sibylle vom Gericht von einem bereits im 4. Jahrhundert durch Augustinus überlieferten und in christlichem Sinne interpretierten Spruch einer erythräischen Sibylle vom Tag des Gerichtes und seiner Vorzeichen aus; andere Textteile des Gesangs und die Gestalt der Sibylle an sich sind hauptsächlich von den durch Vergil überlieferten Voraussagen einer tiburtinischen Sibylle vom Goldenen Zeitalter nach der Geburt des Kindes geprägt. Solche Voraussagen hatte nach spätmittelalterlicher Vorstellung diese Sibylle selbst dem Kaiser Augustus gemacht.

## Vorhersagen der Sibylle
In ihrem Gesang sagt die Sibylle die Wiederkunft eines christlichen Erlösers und das Ende der Welt voraus. Sie betont, dass in diesen Tagen des apokalyptischen Gottesgerichtes nur die treuen Diener Gottes ohne Rücksicht auf sozialen Status belohnt, andere aber vom Zorn Gottes bestraft, wehklagen und untergehen würden. Sie beschreibt die Zeichen, die dem Tag des Gerichtes vorausgehen werden und mahnt so die Gläubigen zur Vorbereitung auf das zweite Kommen eines Messiahs. Damit erklärt sich die Aufführung des Lieds in der Weihnachtszeit, in der die Christen des ersten Kommens gedenken. Heute oft als düstere Prophezeiung gesehen, war im Mittelalter vielen Gläubigen eine Endzeiterwartung weit vertrauter und die Sibylle eine bekannte und beliebte Figur bei Volk und Klerus.

## Sibyllenlieder in der mittelalterlichen Glaubensvorstellung
Die Sibylle wurde im Mittelalter als das heidnische Gegenstück zu den Propheten des Alten Testamentes gesehen. Ausgewählte Vorhersagen dieser antiken Seherin wurden als gleichberechtigt zu den biblischen Prophezeiungen betrachtet. Sibyllensprüche wurden in die im gesamten Mittelalter bedeutenden eschatologischen Vorstellungen vom Weltende und der Gerechtigkeit eines Erlösers eingebunden. Ähnlich dem Gesang der Sibylle im iberischen Raum gab es im späteren Mittelalter in ganz Südeuropa liturgische Texte und Lieder, in denen Sibylle und Propheten gemeinsam christliche Glaubensinhalte des Mittelalters vortrugen. Im Vergleich zu den gemeinsamen Auftritten in diesen „Ordnung der Propheten“ genannten und meist außerhalb des Kirchenraums aufgeführten Propheten-Dramen ist der alleinstehende Gesang der Sibylle im iberischen Raum jedoch weit weniger in die Gesamtheit kirchlicher Glaubensvorgaben eingebunden. Daher kann dem Gesang der Sibylle neben seiner geschichtlichen und sprachlichen auch eine weitere besondere Bedeutung zugerechnet werden, da man in moderner Interpretation ihr Lied als die „Stimme der Weissagenden Frau“ und einen gewissen Einfluss des Heiden- und Sehertums erkennen kann in einer sonst meist patriarchalisch-alttestamentlichen Glaubensvorstellung des Mittelalters und seiner Kirche.

## Übertragung ins Katalanische
Die auf antiken Vorbildern aufbauenden ersten lateinischen Texte des Gesangs der Sibylle wurden spätestens Anfang des 15. Jahrhunderts ins Katalanische übertragen. Zunächst wohl meist nur mündlich überliefert entstanden mehrere lokale Varianten der Sprüche und auch Nachdichtungen, von denen einige bekannten mittelalterlichen Dichtern des 15. Jahrhunderts wie Alonso de Cordoba zugeschrieben werden. Das Lied der Sibylle erlangte durch die Übertragung neben seiner liturgischen eine volksnahe, also folkloristische Bedeutung. Weiter sind heute die verschiedenen Texte des Liedes von Bedeutung in der Sprachforschung des Katalanischen.

## Melodie und Aufführungspraxis
Von den heute erhaltenen ersten lateinischen und frühen katalanischen Versionen des Gesangs der Sibylle sind keine Melodien überliefert. Sie wurden wohl einstimmig und ohne Begleitung von Instrumenten im Stil des Gregorianischen Gesangs vorgetragen. Erst ab der Mitte des 15. Jahrhunderts werden den Texten auch Noten beigegeben. Anfangs wurde das Lied von mehreren Klerikern abwechselnd vorgetragen. Im Laufe der Zeit entwickelte sich eine szenische Aufführung mit dramatischer Unterstützung des gesungenen Wortes. Sänger und Begleitung wurden oft mit liturgischen Gewändern kostümiert und mit Attributen wie Handschuhen und einem Richterschwert ausstaffiert. Dies kann heute noch anhand von Regieanweisungen bei manchen Texten oder mittelalterlichen Beschreibungen der Aufführungspraxis nachvollzogen werden. Elemente solcher Dramaturgie finden sich auch noch heute in den Aufführungen.

## Erhaltung einer Tradition
Von 1545 an gingen die Aufführungen aufgrund der Reformen von Liturgie und Kirchenmusik durch das Konzil von Trient zurück. Der zuvor im Mittelmeerraum verbreitete und beliebte Brauch des Gesangs der Sibylle blieb in nur sehr wenigen Orten auf den Balearen und Sardinien erhalten. Er wird heute meist nur noch in der Kathedrale von Palma, in der Klosterkirche von Lluc auf Mallorca sowie in einer Kirche in Alghero auf Sardinien vorgetragen. An diesen Orten jedoch ist er mit kurzen Unterbrechungen bis heute fester Bestandteil der Weihnachtszeit und wird in Mallorquinisch und auf Sardinien auch in einem katalanischen Dialekt vorgetragen, da Alghero 1372 von Kolonisten aus Barcelona besiedelt wurde und noch bis ins 17. Jahrhundert dort Katalanisch Amtssprache war. Seit dem Jahr 2009 wird die Tradition des Gesanges der Sibylle wieder in der Kathedrale von Barcelona und an einigen Orten in Valencia wiederbelebt. Dazu wurden die lokalen Versionen von Text und Melodie aus vorhandenen Dokumenten rekonstruiert.

## Lokales und Weltkulturerbe
Der Gesang der Sibylle wurde im Dezember 2004 von der Regierung der Autonomen Region der Balearen zum historischen Kulturgut der Insel Mallorca erhoben. Im Jahre 2010 wurde er weiter in die Repräsentative Liste des immateriellen Kulturerbes der Menschheit der UNESCO aufgenommen. Dabei wurde anerkannt, dass die Erhaltung des Gesangs der Insel eine besondere kulturelle Identität gibt, auch wenn der Gesang in früherer Zeit im ganzen iberischen Raum verbreitet war.

## Tonaufnahmen
- El Cant De La Sibil-la. In: Saba de terrer.
  - Interpretin: Maria del Mar Bonet (BMG-Ariola 250265, 1979)
- El Canto de la Sibila I – Catalunya
  - Interpreten: La Capella Reial de Catalunya, Montserrat Figueras, Jordi Savall (Astrée (Naïve) Música Ibérica ES 9971, 1988)
- El Cant de la Sibil-la Catalana. In: Barcelona Mass – Song of the Sibyl
  - Interpreten: Obsidienne, Gisela Bellsolà, Emannuel Bonnardot (Opus 111, 1995)
- El Canto de la Sibila II – Galicia Castilla
  - Interpreten: Capella Reial de Catalunya, Montserat Figueras, Jordi Savall (Astrée (Naïve) Música Ibérica ES 9942, 1996)
- El Cant de la Sibilla – Mallorca – València 1400–1560
  - Interpreten: Montserrat Figueras, Capella Reial de Catalunya, Jordi Savall (Alia Vox AV 9806, 1999)
- Cant de la Sibil-la: Al jorn del judici. In: Iudicii Signum (Navidad renacentista en Castilla y Valencia)
  - Interpreten: Capella de Ministrers, Carles Magraner (Licanus CDM 0203, 2002)
- Sibila Latina – Judicii Signum. In: Lux Feminae 900–1500.
  - Interpreten: Capella Reial de Catalunya, Montserrat Figueras, Jodi Savall (Alia Vox AV SA 9847, 2006)